# Naragasooran
Naragasooran es una aproximadamente viniendo Película en India Tamil de suspenso y drama dirigida por Karthick Naren. La película tiene como actores Araind Swamy, Shriya Swamy, Shriya Saran, Sundeep Kishan, y Indrajith como el papel principal. Las estrellas son Arvind Swamy, Shriya Saran, y Indrajith Sakumaran.

## Reparto
- Arvind Swamy
- Shriya Saran
- Indrajith
- Sundeep Kishan
- Aathmika
- Aathma Patrick

## Producción
El programa de tiroteo era 30 días.
El director tweeted, "#Naragasooran es el segundo plazo de la trilogía de thriller qué me gustaría hacer & él pertenece al mismo universo de #D16".
La película empezó producción en septiembre 16.º 2017.

## Liberación
Naragasooran Está siendo apuntado para un febrero 2018 liberación.